# Jaime Atenas
Jaime Atenas es un saxofonista chileno miembro del Grupo Congreso desde 1984. Además es fundador del Ensamble Jazz-Fusión en 1981, como también del Cuarteto Latinoamericano de Saxofones en 1993. En 1990 se une al músico Andreas Bodenhofer con quién graba dos discos y forman el dúo Rocoto.
Cuenta con estudios de teoría y guitarra clásica con el maestro Enricco Ricco en Mar del Plata, Argentina. Es Egresado de la Escuela de Música de la Universidad Católica de Valparaíso. Además cuenta con experiencia en diferentes Big Band como la de Hamilton Bella, Club de jazz de Santiago Big Band, Víctor Durán Big Band y asistió al workshop con el maestro norteamericano Henry Working ofrecido en Instituto Norteamericano de Cultura de Santiago. Se ha especializado en la pedagogía musical ya que cuenta con Magíster en Pedagogía de la Universidad Mayor de Santiago y realizó otro Magíster en Interpretación de Música Latinoamericana en la Universidad Nacional de Cuyo de Mendoza, Argentina.
En 1991 gana el premio Apes como mejor grupo de jazz con Ensamble Jazz-Fusión y en 2006 el Premio Presidente de la República con Grupo Congreso. Además ha participado como solista en la Orquesta Sinfónica de Santiago, Orquesta de la Usach y Orquesta Regional de Viña del Mar. 
Es profesor de las cátedras de saxofón y Música Popular y Vanguardia en la Universidad Metropolitana de Ciencias de la Educación.
Atenas estudió fotografía en el Foto Cine Club de Valparaíso en 1985 y ganó más de setenta premios nacionales e internacionales en las secciones Foto Arte Blanco y Negro y Diapositivas. Entre 1986 y 2018 es autor de las fotografías de portada e interiores de los discos "Estoy que me muero", "Gira al Sur", "Para los arqueólogos del futuro", "Aire Puro", "La Loca sin zapatos" y "La canción que te debía" de Congreso, del único disco del Grupo Ensamble "Sobre cordeles y bisagras" y los tres discos y un DVD grabados por el Cuarteto Latinoamericano de Saxofones entre 1996 y 2010.

## Historia
Nace en Viña del Mar, hijo de Jaime Andrés Atenas Salgado (Presidente Agrupación de Disc Jockeys de Valparaíso, y Director Artístico de Radio Porteña) y de Olga Sánchez Rodríguez (primera DJ latinoamericana de vinilos en los años cincuenta).
Sus primeros estudios musicales los hizo en la ciudad de Mar del Plata, Argentina, junto al maestro Enrico Ricco, con quién estudia solfeo y guitarra clásica. Posteriormente, una vez que regresa a Chile, continua sus estudios de lenguaje musical en el Conservatorio de Música de Viña del Mar y un año más tarde en la Universidad Católica de Valparaíso donde se titula en 1983.
En 1981 funda en Viña del Mar el grupo de Fusión Ensamble, considerado uno de los pioneros del género en Chile junto a Quilín, Cometa, Al Sur y otros, con quienes obtiene en 1991 el Premio Apes como mejor aporte al jazz de ese año.
En 1983 es invitado a integrarse al Cuarteto de Expresión Jazzistica de Valparaíso, dependientes de la Universidad de Valparaíso de Chile, donde ejerce una labor de difusión del jazz en la zona, formado por Ernesto Holman en el bajo, Sergio “Tilo” González en batería y Aníbal Correa en piano, en ese entonces base del grupo Congreso. Esta cercanía musical hace que en 1984 sea considerado para integrar hasta el día de hoy una de las agrupaciones emblemáticas de la fusión latinoamericana como es Congreso. Con ellos ha obtenido diversos reconocimientos como: Disco de oro con el grupo Congreso en 1988, Premio Apes 1989 por mejor grupo del año, Laurel de oro en 1990 como mejor grupo, Premio Ministerio de Educación 1994 como mejor grupo Rock con la mejor trayectoria, Premio Altazor 2004 como mejor disco del año en música alternativa, Premio Presidente de la República 2006, 
Premio del círculo de periodistas de espectáculos de Valparaíso 2010 y en 2023 es nominado como instrumentista del año por los Premios Pulsar.
En 1990 funda junto al tecladista y compositor Andreas Bodenhofer el dúo de música experimental Rocoto, con quién desarrolla un trabajo paralelo en música incidental para televisión y cine.
En 1993 funda junto a los saxofonistas Alejandro Vásquez y Raúl López el Cuarteto Latinoamericano de Saxofones, agrupación que se encargará de mostrar la desconocida música latinoamericana para saxofones en Chile, transformándose en el primer cuarteto de música de cámara del país y con quienes se ha presentado en las salas más importantes desde Arica hasta Tierra del Fuego, en el IV Festival Internacional de Buenos Aires, Argentina, el IX Festival de las Artes en San José, Costa Rica, en la semana de aniversario de independencia de la ciudad de Sucre, Bolivia y en 2010 hacen una gira a San Francisco, California, Estados Unidos.
En 1994 participa en el Seminario para Cuarteto de Saxofones en la Facultad de Artes de la Universidad de Chile de Santiago dirigida por el maestro cubano Miguel Villafruela.

## Discografía

### Con Congreso
- 1984 - Pájaros de Arcilla (CBS Records)
- 1986 - Estoy que me muero... (Alerce)
- 1987 - Gira al Sur (Alerce) (reeditado en 2000 bajo el nombre "Congreso en vivo")
- 1989 - Para los arqueólogos del futuro (Alerce)
- 1990 - Aire Puro (Alerce)
- 1992 - Los Fuegos del Hielo (Alerce)
- 1992 - Pichanga (Alerce) (Reeditado en 2013)
- 1994 - 25 Años de Música (EMI)
- 1995 - Por amor al viento (EMI) (Reeditado en 1997)
- 2001 - La loca sin zapatos (MACONDO - SONY MUSIC)
- 2004 - Congreso de Exportación: la historia de un viaje (MACHI)
- 2010 - Con los ojos en la calle (MACHI)
- 2012 - Congreso a la carta (MACHI)
- 2014 - Congreso sinfónico (MACHI)
- 2018 - La canción que te debía (MACHI)
- 2023 - Luz de flash (MACHI)

### Con Cuarteto Latinoamericano de Saxofones
- Rodaje de un sueño (1996 - Fondart)
- Andanzas (2001 - Fondart)
- Fronteras (2002 - Fondart)
- Lo que queda del paraíso (2005 - Autoedición)

### Con Ensamble Jazz-Fusión
- Sobre cordeles y bisagras (1990 - Alerce)

### Con Andreas Bodenhofer
- Besando el abismo (1995)
- Frágiles inmortales (1999).

### Música para cine y televisión
- Músico saxofonista en tema de presentación del matinal de canal 11 TV “Teleonce al despertar”. (1985)
- Músico saxofonista en tema de presentación de teleserie chilena de canal 7 TV Nacional “Jaque mate” (1993)
- Músico saxofonista en tema de presentación del matinal de canal 7 TV Nacional “Hablemos de…”. (1994)
- Músico saxofonista en tema de presentación del matinal de canal 13 TV Nacional “El tiempo es oro”. (1994)
- Músico saxofonista en la película chilena - estadounidense “Last Call”, dirigida por Christine Lucas.  (1999)
- Músico saxofonista en el documental “Ruido en la ideas” de Andreas Bodenhofer. ( 2005)
- Compositor de música original del cortometraje “Por culpa de un pantalón” de las directoras chilenas, Lila Calderón e Isabel Chávez. (1995)
- Compositor de música original del cortometraje “Aymara Marka Milena” de la directora Mariana Carvallo. (2010)